# عرب مطير
قرية عرب مطير هي إحدى القرى التابعة لمركز الفتح في محافظة أسيوط في جمهورية مصر العربية. حسب إحصاءات سنة 2006، بلغ إجمالي السكان في عرب مطير 22733 نسمة، منهم 11640 رجل و11093 امرأة.